# Uroxys simplex
Uroxys simplex là một loài bọ cánh cứng trong họ Bọ hung (Scarabaeidae).